# أوف (بلدة)
أوف (بالتركية: Of)‏ هي بلدة ومركز إحدى مُديريَّات ولاية طربزون في تركيا. تصل مساحتها إلى 258 كيلومتر مُربَّع، وهي تقع في القسم الشرقي من الولاية المذكورة.
يُعتقد أنَّ اسم البلدة مُشتقٌّ من الإغريقيَّة «أُوفِيُس» = «Ὄφιούς»، وقد حُرِّف قليلًا بمُرور الزمن، فسُمِّيت سنة 1910م «أُوفِس» بلسان الأروام البنط من أهل المنطقة. افتُرض أيضًا أنَّ الاسم أصله لازيّ «ოფუტე»، ومعناه «قرية» أو «مُستوطنة». ذُكرت البلدة في لوحة بوتنجر باسم «أُپيُنته» (باللاتينية: Opiunte)، لكنَّ الاحتمال الأبرز هو أنَّها سُمِّيت نسبةً لنهرٍ قريبٍ منها سمَّاه أريانوس «أُوفِس» أي «أفعى» نظرًا لتعرُّجه وانسيابه كالحيَّة الزاحفة. بُدِّل اسم هذا النهر خلال خمسينيَّات القرن العشرين مع اعتماد الحُكُومة سياسة تتريك أسماء المواقع والأماكن، فصار «صولاقلي» (بالتركية: Solaklı)‏.
اشتُهرت البلدة كإحدى أبرز موانئ البنطس خلال العُصُور القديمة، ويظهر أنها استوطنت من طرف الكُلخيين شأنها شأن سائر المناطق في هذه المنطقة. ظهرت مُستعمرات الروم البنطيين على طول أغلب مجاري أنهار البنطس خلال العُصُور الوسطى، فاستوطنها هؤلاء القوم مُنذ ذلك الحين، وتحوَّلت المنطقة إلى إحدى أكثر مناطق جنوب البحر الأسود كثافةً بالسُكَّان، وصارت من أعمال طربزون. اتَّسعت حُدود منطقة أوف في ذلك الزمن بحيث شكَّلت مُديريَّات «درنك پازري» (بالتركية: Dernekpazarı)‏ و«چايقره» (بالتركية: Çaykara)‏ وخيرات (بالتركية: Hayrat)‏ إضافةً إلى القسم الغربي من مُديريَّة إيكيزدره (بالتركية: İkizdere)‏ جُزءًا منها.
ورد في السجلَّات الرسميَّة العُثمانيَّة لسنة 1515م أنَّ عدد المُستوطنات في منطقة أوف بلغ ستين قرية، تقطنها 2601 أُسرة، منها إحدى وخمسين أُسرةٍ مُسلمةٍ فقط (قُرابة 2%)، و2550 أُسرةٍ مسيحيَّة (98%). ارتفع عدد المُسلمين ارتفاعًا ملحوظًا خلال السنوات التالية، ففي سجلّ سنة 1583م وصل عدد الأُسر المُسلمة إلى 991 أُسرة من أصل 4159، أي ما نسبته 24% من السُكَّان. وخلال هذه الفترة بدأ الانقسام الدينيّ يظهر في البلدة، فصار مُعظم سُكَّان المنطقة الواطئة مُسلمين، بينما سكن النصارى المناطق الأكثر ارتفاعًا.
تسارع نُمو الإسلام في المنطقة خلال الربع الأخير من القرن السادس عشر الميلادي، لكنَّه لم يطغى على الناس إلَّا بحُلول القرن السابع عشر، فصار أغلب أروام هذه المنطقة مُسلمين سُنيين، ومنهم أقليَّة روميَّة أرثوذكسيَّة، لكنَّ الجميع ظلُّوا يتحدثون اليونانيَّة البنطيَّة لُغةً أُم، ويعيشون جنبًا إلى جنب، إلى أن سقطت الدولة العُثمانيَّة وقامت على أنقاضها الجُمهُوريَّة التُركيَّة بزعامة مُصطفى كمال باشا، وأُبرمت اتفاقيَّة التبادُل السُكَّاني بين الجُمهُوريَّة الوليدة ومملكة اليونان، فانتقل بمُقتضاها جميع التُرك والمُسلمين اليونانيين إلى تُركيا، في حين انتقل الأروام من الأناضول إلى اليونان، فاستوطن البنطيُّون منهم شماليّ البلاد في ذرامة وكيلكيس وكوزانة. اشترت جماعة من هؤلاء النازحين أرضًا قُرب مدينة كترين في سنة 1926م، وبنوا فيها بعد سنتين قريةً سمُّوها «طربزندة الجديدة» (باليونانية: Νέα Τραπεζούντα)‏، لتصير بذلك إحدى القُرى البنطيَّة القليلة الباقية.
ما تزال قلَّة من المُسلمين الأروام الناطقين باليونانيَّة البنطيَّة تستوطن المنطقة.